# 石灰窑石刻
石灰窑石刻，位于宁夏回族自治区银川市西夏区苏裕口沟内，是中华人民共和国宁夏回族自治区文物保护单位之一。
2005年9月15日，授予宁夏回族自治区文物保护单位，是一座石窟寺及石刻。